# 審問注記
審問注記（しんもんちゅうき）とは、平安時代から室町幕府にかけての訴訟手続の1つで、官司や本所などの訴訟機関が訴訟の当事者双方より主張を問い糺して記録に残すこと。略して、問注（もんちゅう/もんじゅう）と称されて、訴訟そのものや対決（当事者間の口頭弁論）の意味でも広く用いられた。

## 概要
11世紀以後、太政官の弁官局や検非違使庁、荘園領主の公文所などで広く行われた。鎌倉幕府には訴訟機関として問注所が設置された。中世期においては双方が訴訟機関に対して訴状（原告）と陳状（被告）を提出して三問三答と呼ばれるやりとりが行われ、その書類審査によって判決が下されたが、判断が付かない場合には当事者双方を召状にて訴訟機関へ召喚した。まず担当する奉行人（鎌倉幕府であれば引付衆）が当事者それぞれに訴状・陳状を読み聞かせた上で関連資料などを見せて意見を聴収したと見られる「内問答（うちもんどう）」が行われた。その後、他の奉行人（鎌倉幕府であれば、引付頭人以下引付衆）も揃っている中で担当奉行人が双方の争いの原因となっている問題点に関する質問を項目ごとに原告・被告双方に対して交互に問い質した。これに対して被告・原告双方が自己の意見を陳述（申詞）して問注記と呼ばれる記録に残した。これを「引付問答（ひきつけもんどう）」と称した。この両方の問注記を参考にして判決が下されるが、それでもまだ争点が残っている場合には再度の召喚が行われる場合もあった。これを覆問と呼ぶ。
なお、召状は3回まで出され、それでも召喚に応じない場合には敗訴とみなされる場合があった。また、問注（引付問答）では、当事者双方の直接的な論争は行われず、相手方の悪口を述べた場合には処罰される事例もあった（御成敗式目）。